# Kayla Principato
Kayla Principato (Mineola, 14 giugno 1996) è una pallavolista statunitense, di ruolo opposto.

## Biografia
Figlia di Stephen e Karen Principato, nasce a Mineola, nello stato di New York. Ha un fratello maggiore di nome Brendan. Nel 2014 si diploma alla South Side High School e in seguito studia alla University of Denver.

## Carriera

### Club
La carriera di Kayla Principato inizia nei tornei scolastici dello stato di New York, giocando per la South Side HS. Dopo il diploma gioca a livello universitario con la Denver nella NCAA Division I, dal 2014 al 2017.
Si accasa in Finlandia nella stagione 2018-19, partecipando alla Lentopallon Mestaruusliiga, dove inizia la carriera professionistica con l'Hämeenlinnan.